# Abutilon subprostratum
Abutilon subprostratum är en malvaväxtart som beskrevs av Bernard Verdcourt. Abutilon subprostratum ingår i släktet klockmalvor, och familjen malvaväxter. Inga underarter finns listade i Catalogue of Life.